# Жалюзи
Жалюзи́ (фр. jalousie — «ревность») — светозащитные устройства, состоящие из вертикальных или горизонтальных пластин, так называемых ламелей. Ламели могут быть неподвижными или поворачиваться вокруг своей оси для регулирования световых и воздушных потоков.

## История
Жалюзи начал производить дизайнер англичанин Джон Уэбстер в 1760-х годах в Филадельфии. «Официальная» история жалюзи началась спустя долгое время, когда в июле 1841 года их производство было запатентовано известным американским промышленником Джоном Хэмптоном. В истории жалюзи, конечно, пока не всё ясно, но можно однозначно утверждать, что первыми были горизонтальные жалюзи, изготовленные из дерева, а прообразом их вертикального аналога, скорее всего, были лоскутные матерчатые завесы дверных проемов, уж точно известные в эпоху Средневековья во всей Европе. Век безраздельного господства деревянных жалюзи закончился в 1940-е годы приходом металла на смену древесине, а после Второй мировой войны началом использования синтетических материалов и тканей.
Название происходит от французского слова jalousie — «ревность». Предполагается, что история этого названия уходит своими корнями к традициям Востока, где ревнивые мужчины прятали своих женщин от посторонних взглядов. Жалюзи идеально подходили для такой цели: пропуская свет, они скрывали её прелести от любопытных взглядов прогуливающихся по улице мужчин. В Европе почитательницами жалюзи являлись в первую очередь куртизанки, которые интриговали мужчин с помощью дощечек на верёвочках, показывая и скрывая своё тело одновременно.

## Оконные жалюзи
Жалюзи являются одним из видов оконных штор, представляющих собой регулируемые планки из ткани, древесины, пластмассы или металла, скреплённые таким образом, чтобы планки могли вращаться, изменяя положение от открытого к закрытому.
В горизонтальных жалюзи используется так называемая система «лесенки», позволяющая открывать или закрывать жалюзи специальным вращающимся барабаном, при этом шнур подъёма необходим для фиксации жалюзи в нужном положении, а тросточка — для вращения планок. Тип управления «трость-шнур» характерен для жалюзи стандартной коллекции. В более современных системах управление осуществляется за счёт одной цепочки, отвечающей как за поворот планок-ламелей, так и за их движение и самофиксацию. Ещё одна разновидность — это рольставни, жалюзи со специальной, как правило, защитной функцией, выполнены в виде двух направляющих, рулона (как правило, вверху конструкции) и пластин, идущих по этим направляющим.

## Виды жалюзи
Для изготовления вертикальных жалюзи обычно используются более широкие планки-ламели. Вертикальные жалюзи имеют также дополнительную особенность, которая заключается в том, что, потянув шнур, вы можете либо сложить все планки вместе — «закрытое состояние», или же наоборот, растянуть их вдоль всего окна. В вертикальных жалюзи возможно вращение планок при помощи специального механизма, находящегося в карнизе, к которому непосредственно крепятся все планки по очереди, немного перекрывая друг друга. То есть при этом возможно поворачивание планок жалюзи как в одну, так и в другую стороны.
Первые вертикальные жалюзи были изобретены в Канзас-Сити, Эдвардом и Фредериком Боппами, которые имели оригинальный патент. Компании по производству жалюзи в то время имело название Sun Vertical. В 1960-х патент и компания были проданы.
Роллеты в Великобритании также относятся к классу жалюзи. Они способны полностью ограничить доступ света или минимизировать обзор внутренних помещений. Основные типы роллет — защитные и тканевые способны оригинально декорировать проём и обеспечить интимность обстановки.
Жалюзи на окнах уменьшают воздействие высокой температуры на помещение. Ещё у древних египетских фараонов были жалюзи, сделанные из тростника. Большинство жалюзи с начала 10-го века были сделаны из древесины, тростника или ткани.
Оконные жалюзи могут быть приведены в движение двумя способами: вручную с использованием шнура, или автоматически через моторизацию. Управлять моторизованными жалюзи можно от настенного выключателя или клавиатуры, дистанционного управления или персонального компьютера. То есть, моторизованные жалюзи избавляют от шнуров, а также позволяют производить дистанционный контроль. Особенно это хорошо, если доступ к окну ограничен. В свою очередь ручные жалюзи могут приводиться в движение через прямой привод в виде ручки управления, соединенной с редуктором вращения или через "эластичный" привод, который еще называется дистанционным. Именно такой тип применяется для управления межрамными жалюзи при двойном остеклении в модульных перегородках. 
Персидский, или состоящий из планок. Жалюзи изготавливаются в виде планок, которые связаны между собой таким образом, что они могут свободно вращаться, тем самым регулируя уровень освещённости в помещении или полностью препятствуя проникновению света. Вертикальные жалюзи состоят из планок, изготовленных из пропитанной ткани, пластмассы или дерева, а горизонтальные из металла, дерева, пластика. Они прикрепляются к специальному карнизу. Для вертикальных жалюзи характерно крепление к потолку или стене. Горизонтальные жалюзи можно крепить к створке окна, в проем или в штапики. Также при помощи горизонтальных и вертикальных жалюзи можно направить поток света в нужное направление. Жалюзи очень просты в управлении и уходе.

### Венецианские (горизонтальные)
Горизонтальные жалюзи состоят из реек, находящихся одна над другой. Между этими рейками натянуты шнуры. Благодаря этим шнурам все рейки могут одновременно вращаться. Крепятся такие жалюзи при помощи колец, через которые протянуты шнуры. Прикрепить их можно и на потолке, и на стене. Ширина планок варьирует от 2 до 9 см. Горизонтальные жалюзи устойчивые, практически не подвергаются сильному порыву ветра. Мытьё горизонтальных жалюзи производится при помощи мягкой ткани или щетки, можно также очищать пылесосом с мелкой насадкой. Так как горизонтальные жалюзи крепятся в любом месте, их часто используют вместо межкомнатных дверей.

### Вертикальные жалюзи
В отличие от горизонтальных жалюзи, вертикальные жалюзи, более устойчивы к повреждениям при порыве ветра. Также они не требуют особой сноровки, чтобы управлять ими. Иногда даже вертикальные жалюзи вешаются в дверных проёмах вместо самих дверей. Такие жалюзи обычно изготавливаются из толстой пластмассы.
Мультифактурные жалюзи — одна из разновидностей вертикальных жалюзи. Сочетание слоев различных тканей и пластика позволяет создавать оригинальные имитации шторы.

### ШТОРЫ Плиссе
Шторы плиссе не являются жалюзи, так как не имеют ламелей и возможности их поворота для регулировки светового потока! Плиссе получили название из-за своей формы, которая выглядит как собранная в складки ткань. Шторы (а не жалюзи) Плиссе отличаются разнообразием форм и размеров. Эти шторы могут быть произведены из полупрозрачной ткани или ткани полностью не пропускающей свет (black out). Существует множество конфигураций плиссе, для изготовления которых используется специальная выкройка. Шторы плиссе являются лучшей альтернативой для нестандартных окон типа арки, трапеции или круга небольшого размера. Со временем появились различные модификации штор плиссе. Например, шторы с тканью в виде сот, с «сотообразной» структурой, где два слоя складок склеены между собой. За счет такой конструкции жалюзи сокращают поступление тепла в помещение.

### Другое
Существует огромное разнообразие других видов жалюзи. Среди них можно выделить мини-жалюзи (Изолайт и Изотра) — горизонтальными жалюзи с очень узкими планками 16 мм шириной) в которых механизм жалюзи прячется в коробе. Голландские жалюзи, плиссируемые жалюзи, римские шторы, роллеты (рольставни), рулонные жалюзи.

## Материалы
Жалюзи могут быть сделаны из различных материалов и произведены многими способами. Это обычно определяет название, под которым известен тот или иной тип жалюзи.

### Ткань
Жалюзи, сделанные из ткани, выпускаются в двух конструкциях: они либо накручиваются на металлический вал (тканевая ролета), либо складываются благодаря встроенным маленьким планкам и тонкому шнуру.
Ткань, накрученная на короб либо видна, либо закрывается металлическим коробом (Uni-«Кассетная система»).

### Дерево
Жалюзи, выполненные из дерева, также называются «венецианскими жалюзи». Они состоят из множества деревянных планок объединенных шкивами, перевязанными верёвкой, которые могут или собрать все планки наверху окна, или просто повернуть планки, позволяя свету частично проникать в комнату. Деревянные жалюзи могут быть различных размеров (обычно ширина каждой планки составляет от 25 до 50 мм).
Возможен вариант с вертикальным направлением планок жалюзи. При их производстве обычно используются более широкие планки, однако принцип их действия практически ничем не отличается от горизонтальных жалюзи, отличие заключается в том, что если горизонтальные жалюзи собираются в верхней части окна, то в вертикальных планки собираются по бокам окна в одну вертикальную связку.
Жалюзи Pinoleum составлены из маленьких деревянных планочек, расположенных горизонтально, и объединенных вертикальной тесьмой. В результате переплетения получалась настолько вертикально гибкая штора, которую при надобности возможно скрутить в рулон.

#### Искусственная древесина
Жалюзи из искусственной древесины — альтернатива деревянным жалюзи. Искусственная древесина сделана из соединения искусственных материалов и естественных частиц древесины. Современные жалюзи из искусственной древесины устойчивы к деформации, имеют высокие показатели защиты от ультрафиолетового излучения и цвета, которые трудно найти в природной древесине. Одновременно с этим стоимость таких жалюзи ниже, чем стоимость жалюзи из дерева. Эти жалюзи наиболее пригодны при использовании в местах постоянного колебания температуры и высокого уровня влажности, таких как ванные комнаты или кухни.

### Алюминий
В 1946 году после изобретения компанией Hunter Douglas нового способа литья алюминия на рынок были представлены горизонтальные алюминиевые жалюзи. За счет специального изгиба ламели они хорошо сохраняют свою форму. Алюминиевые вертикальные жалюзи произведены из специального сплава, а их ламели покрываются особым видом краски, которая устойчива к выгоранию.
Алюминиевые жалюзи подходят для тех комнат и помещений, где присутствует определённый риск возгорания и возможен резкий перепад температур, а также имеется повышенная влажность. Кроме этого, они обладают устойчивостью к воздействию внешней среды и механических факторов, отвечают санитарно-гигиеническим требованиям. Поэтому их используют в различных производственных предприятиях и медицинских учреждениях. Также, эти изделия применяются в дизайнерских проектах интерьера домов и квартир, созданных в стилевом направлении «хай-тек».
Алюминиевые горизонтальные жалюзи кроме использования на окнах применяются в конструкциях модульных перегородок на каркасе из алюминиевого профиля, что часто встречает в офисных помещениях, при этом жалюзи могут быть как накладные, так и межрамными, то есть установленные между двумя окнами в офисных перегородках, механизм управления при этом может быть либо моторизированным либо дистанционным "эластичным" (см. описание механизмов в пункте "виды жалюзи").

### Другие материалы
Венецианские жалюзи, горизонтальные и вертикальные производятся с использованием ряда искусственных материалов: заменителей дерева, металла или просто пластика.
Такие жалюзи больше подходят для мест, где они могут вступать в контакт с водой или влагой, например ванные комнаты и кухни.

## Автомобильные жалюзи
В некоторых транспортных средствах имеются жалюзи для отражения света и препятствия проникновению солнечных лучей.
При установке автомобильных жалюзи обычно используются специальные скобы, благодаря которым снять жалюзи а потом снова их надеть не составит больших проблем.
Автомобильные жалюзи могут быть сделаны из пластмассы или картона.
В последнее время всё чаще начинают встречаться синтетические жалюзи.

## Галерея
- Некоторые виды жалюзи
- Вертикальные пластиковые жалюзи с тюлем
- Карниз для вертикальных жалюзи
- Вертикальные жалюзи
- Жалюзи с горизонтальными планками
- Жалюзи как фасад туалетного шкафа
- Жалюзи на окнах в учебном заведении
- Горизонтальные жалюзи на двери
- Жалюзи стационарные